# Jaroslav Zemánek

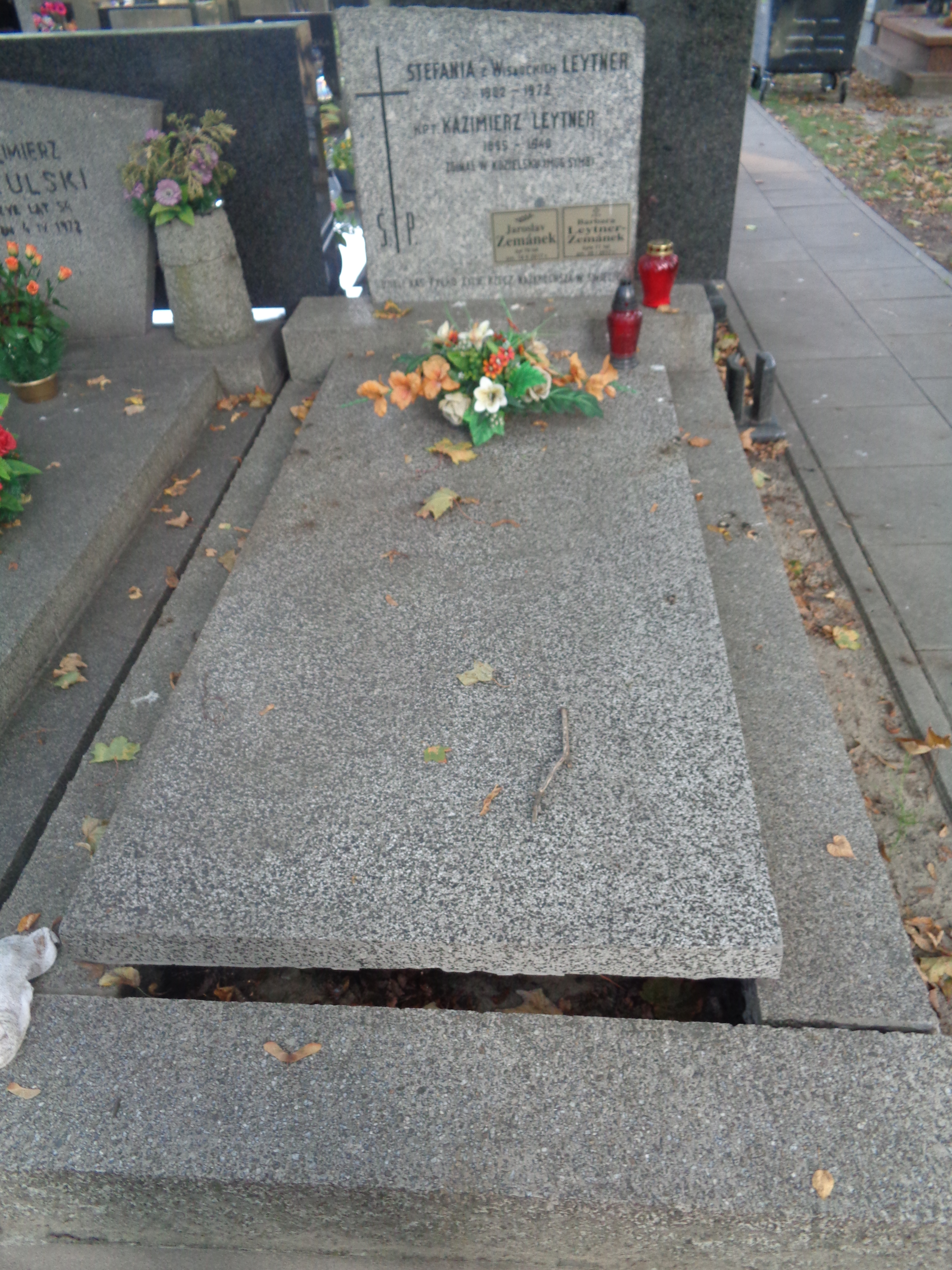
Grób Jaroslava Zemánka na Powązkach-Cmentarzu Wojskowym w Warszawie

Jaroslav Zemánek (ur. 3 września 1946, zm. 18 lutego 2017) – czeski matematyk zajmujący się analizą funkcjonalną (teoria operatorów, teorią przestrzeni Banacha) oraz analizą zespoloną.

## Życiorys
W 1969 ukończył studia matematyczne na Uniwersytecie Karola w Pradze. W 1977 doktoryzował się pod kierunkiem Wiesława Żelazki w Instytucie Matematycznym PAN w Warszawie na podstawie rozprawy Asymptotyczne własności operatorów liniowych. W latach 1969–1982 pracował w Instytucie Matematycznym Czechosłowackiej Akademii Nauk, w latach 1979-1980 oraz 1982-2017 pracownik Instytutu Matematycznego Polskiej Akademii Nauk w Warszawie; członek i sekretarz Rady Naukowej IM PAN; profesor zwyczajny. W 1987 został laureatem Nagrody Głównej Polskiego Towarzystwa Matematycznego im. Stefana Banacha.
Był redaktorem czasopisma matematycznego Studia Mathematica oraz członkiem kolegiów redakcyjnych m.in. Czechoslovak Mathematical Journal, Mathematical Proceedings of the Royal Irish Academy oraz Mathematica Slovaca.
Od 2004 był członkiem korespondentem, od 2013 członkiem zwyczajnym Towarzystwa Naukowego Warszawskiego.
W 2008 został odznaczony Złotym Krzyżem Zasługi.
Pochowany na cmentarzu Powązki Wojskowe w Warszawie (kwatera B-8-239).